# I Zbór Kościoła Chrześcijan Baptystów w Gdańsku
Pierwszy Zbór Kościoła Chrześcijan Baptystów w Gdańsku – zbór Kościoła Chrześcijan Baptystów znajdujący się w Gdańsku, przy ulicy Dąbrowskiego 11.
Nabożeństwa odbywają się w każdą niedzielę o godzinie 10:30.
Zbór został utworzony zaraz po wojnie, w czym niemałą rolę odegrał Łukasz Dziekuć-Malej, pełniący funkcję prezbitra zboru. W 1951 przełożonym zboru został Adam Piasecki, który funkcję tę pełnił do roku 1975.
W 1985 roku wyodrębnił się Zbór gdyński. W 1998 wyodrębnił się II Zbór w Gdańsku.

## Siedziba
Wobec tego, że wszystkie użytkowane przez baptystów obiekty przestały istnieć, zbór zlokalizował się w wybudowanej w 1927 r. kaplicy o konstrukcji szachulcowej z wolnostojącą dzwonnicą, położonej przy ul. Dąbrowskiego 11. Kaplica ta została wyremontowana w 1958 r. Dzwonnicę rozebrano w kwietniu 1969 r. W 1971 r. Wydział Budownictwa, Urbanistyki i Architektury Prezydium MRN nakazał generalny remont elewacji kaplicy z uwagi na prawdopodobieństwo wystąpienia katastrofy budowlanej. W 1974 obiekt wraz z działką przeszedł na własność zboru. W 1977 r. uzyskano zgodę na rozbiórkę kaplicy. Wiosną 1981 rozpoczęto etapami rozbiórkę starej kaplicy, która trwała do 1988 r., i budowę nowego obiektu, którą ukończono w październiku 1992 r.